# شفیق‌الله
شفیق‌الله (پشتو: شفیق الله شفق؛ زادهٔ ۷ اوت ۱۹۸۹) بازیکن کریکت اهل افغانستان است.